# Rivière la Loche (rivière du Sault aux Cochons)
Pour les articles homonymes, voir Loche.
La rivière la Loche est un affluent de la rivière du Sault aux Cochons, coulant sur la rive nord-ouest du fleuve Saint-Laurent, dans le territoire non organisé Lac-au-Brochet, dans la municipalité régionale de comté (MRC) de La Haute-Côte-Nord, dans la région administrative de la Côte-Nord, dans la Province de Québec, au Canada. La partie supérieure du versant de cette rivière traverse le canton de Bayfield.
À partir de la route 138, une route forestière remonte par la rive Sud la vallée de la rivière du Sault aux Cochons, en coupant la rivière la Loche près de son embouchure. Cette route forestière continue de remonter la partie supérieure de la vallée de la rivière du Sault aux Cochons ; et des routes forestières secondaires desservent indirectement certains segments de la rivière la Loche. La route forestière R0958 dessert la partie supérieure de la vallée de la rivière la Loche, en passant entre le lac Carrier et le lac Canuck,,.
La foresterie constitue la principale activité économique du secteur ; les activités récréotouristique, en second.
La surface de la rivière la Loche est habituellement gelée de la fin novembre au début avril, toutefois la circulation sécuritaire sur la glace se fait généralement de la mi-décembre à la fin mars.

## Géographie
Les principaux bassins versants voisins de la rivière la Loche sont :
- côté nord : rivière du Sault aux Cochons, lac Bouchard, Petit lac des Caribous, Lac de Caribous, Lac du Sault aux Cochons, lac Kakuskanus ;
- côté est : rivière du Sault aux Cochons, Petit Lac La Corne, lac Bouchard, lac Painchaud ;
- côté sud : lac Noir, Lac de Deux-Montagnes, rivière Portneuf Est ;
- côté ouest : Lac à la Truite, Lac des Monts, Lac du Dégelis, rivière Portneuf (Côte-Nord)[2].

La rivière la Loche prend sa source à l’embouchure du Lac la Loche (longueur : 3,1 km ; altitude : 440 m), en zone forestière. Ce lac est caractérisé par deux presqu’îles ; l’une rattachée à la rive nord s’étire sur 1,1 km vers le Sud et l’autre rattachée à la rive sud-ouest s’étirer sur 2,0 km vers l’est. Un sommet de montagne (altitude : 477 m est situé à 1,4 km à l’ouest du lac ; et un autre sommet (altitude : 426 m est situé à 4,5 km au nord-ouest.
L’embouchure de la rivière est située à 10,3 km au Sud du Lac du Sault aux Cochons lequel constitue un des plans d’eau de tête de la rivière du Sault aux Cochons ; à 6,7 km au Sud-Ouest d’une courbe de la rivière du Sault aux Cochons ; à 17,5 km au Nord-Ouest de l’embouchure de la rivière la Loche (confluence avec la rivière du Sault aux Cochons) ; à 82,3 km au Nord-Ouest de la confluence de la rivière du Sault aux Cochons et du fleuve Saint-Laurent ; à 80,6 km au Nord-Ouest du centre-ville de Forestville.
À partir de sa source, la rivière la Loche coule entièrement en zones forestières sur 23,9 km selon les segments suivants :
- 3,9 km dans le canton de Bayfield vers le Sud et vers le Sud-Est en traversant un petit lac non identifié et le lac Carrier (longueur : 2,3 km ; altitude : 442 m) sur 1,9 km jusqu’à son embouchure ;
- 3,2 km vers le sud, notamment recueillant la décharge (venant du nord-est) du Lac des Débris et en traversant le lac Canuck (longueur : 2,0 km ; altitude : 431 m), jusqu’à son embouchure ;
- 1,8 km vers le sud jusqu’à la limite Sud du canton de Bayfield ;
- 1,6 km vers le sud, en traversant le lac Plat (longueur : 1,9 km ; altitude : 405 m), jusqu’à son embouchure ;
- 3,2 km vers le sud-est en traversant le lac des Fourches (longueur : 1,4 km ; altitude : 383 m), jusqu’à la décharge du Lac Georgette ;
- 7,6 km vers le sud-ouest, jusqu’à la décharge (venant du Nord) des lacs Chinook et Nankin ;
- 2,6 km vers l’est, en traversant un lac non identifié (longueur : 1,9 km ; altitude : 343 m), jusqu'à la confluence de la rivière[2].

La rivière la Loche se déverse dans un coude de rivière de la rivière du Sault aux Cochons dans le territoire non organisé de Lac-au-Brochet.
Cette confluence est située à :
- 65,2 km à l’ouest de la confluence de la rivière du Sault aux Cochons et du fleuve Saint-Laurent ;
- 84,1 km au sud-ouest de l’embouchure de la rivière Betsiamites ;
- 82,2 km au nord-ouest du centre du village des Escoumins ;
- 124 km au sud-ouest du centre-ville de Baie-Comeau[2].

## Toponymie
Le terme « Loche » constitue un patronyme de famille d'origine française.
Le toponyme « Rivière la Loche » a été officialisé le 15 juillet 1970 à la Banque des noms de lieux de la Commission de toponymie du Québec, soit à la création de cette commission.